# Saltos ornamentais no Campeonato Mundial de Esportes Aquáticos de 2022 - Trampolim 1 m individual feminino
A prova do trampolim 1 m individual feminino dos saltos ornamentais no Campeonato Mundial de Esportes Aquáticos de 2022 foi realizada no dia 29 de junho, em Budapeste, na Hungria. 

## Calendário
Horário local (UTC+2).
| Fase              | Data        | Hora  |
| ----------------- | ----------- | ----- |
| Rodada preliminar | 29 de junho | 10:00 |
| Final             | 29 de junho | 17:00 |

## Medalhistas
| Ouro           | Prata             | Bronze           |
| Li Yajie (CHN) | Sarah Bacon (USA) | Mia Vallée (CAN) |

## Resultados
| Pos.              | Saltadora            | Nacionalidade  | Preliminar | Preliminar | Final         | Final         |
| Pos.              | Saltadora            | Nacionalidade  | Pontos     | Pos.       | Pontos        | Pos.          |
| ----------------- | -------------------- | -------------- | ---------- | ---------- | ------------- | ------------- |
| Medalha de ouro   | Li Yajie             | China          | 278.95     | 1          | 300.85        | 1             |
| Medalha de prata  | Sarah Bacon          | Estados Unidos | 257.15     | 3          | 276.65        | 2             |
| Medalha de bronze | Mia Vallée           | Canadá         | 249.60     | 9          | 276.60        | 3             |
| 4                 | Chiara Pellacani     | Itália         | 251.05     | 7          | 269.25        | 4             |
| 5                 | Georgia Sheehan      | Austrália      | 252.90     | 6          | 260.95        | 5             |
| 6                 | Grace Reid           | Reino Unido    | 254.85     | 4          | 257.50        | 6             |
| 7                 | Jette Müller         | Alemanha       | 249.45     | 10         | 256.15        | 7             |
| 8                 | Michelle Heimberg    | Suíça          | 253.10     | 5          | 255.60        | 8             |
| 9                 | Margo Erlam          | Canadá         | 250.75     | 8          | 246.10        | 9             |
| 10                | Brooke Schultz       | Estados Unidos | 246.45     | 11         | 244.20        | 10            |
| 11                | Emilia Nilsson       | Suécia         | 262.95     | 2          | 241.05        | 11            |
| 12                | Emma Gullstrand      | Suécia         | 246.10     | 12         | 225.55        | 12            |
| 13                | Elena Bertocchi      | Itália         | 246.05     | 13         | Não avançaram | Não avançaram |
| 14                | Esther Qin           | Austrália      | 243.20     | 14         | Não avançaram | Não avançaram |
| 15                | Yasmin Harper        | Reino Unido    | 241.50     | 15         | Não avançaram | Não avançaram |
| 16                | Daphne Wils          | Países Baixos  | 236.90     | 16         | Não avançaram | Não avançaram |
| 17                | Saskia Oettinghaus   | Alemanha       | 236.55     | 17         | Não avançaram | Não avançaram |
| 18                | Kim Su-ji            | Coreia do Sul  | 234.95     | 18         | Não avançaram | Não avançaram |
| 19                | Arantxa Chávez       | México         | 231.60     | 19         | Não avançaram | Não avançaram |
| 20                | Kaja Skrzek          | Polónia        | 228.20     | 20         | Não avançaram | Não avançaram |
| 21                | Diana Pineda         | Colômbia       | 226.25     | 21         | Não avançaram | Não avançaram |
| 22                | Daniela Zapata       | Colômbia       | 222.50     | 22         | Não avançaram | Não avançaram |
| 23                | Lauren Hallaselkä    | Finlândia      | 222.30     | 23         | Não avançaram | Não avançaram |
| 24                | Maha Gouda           | Egito          | 221.30     | 24         | Não avançaram | Não avançaram |
| 25                | Anna Lucia Rodrigues | Brasil         | 220.25     | 25         | Não avançaram | Não avançaram |
| 26                | Maha Eissa           | Egito          | 217.40     | 26         | Não avançaram | Não avançaram |
| 27                | Aleksandra Błażowska | Polónia        | 216.15     | 27         | Não avançaram | Não avançaram |
| 28                | Ong Ker Ying         | Malásia        | 214.60     | 28         | Não avançaram | Não avançaram |
| 29                | Gladies Haga         | Indonésia      | 214.00     | 29         | Não avançaram | Não avançaram |
| 30                | Nais Gilles          | França         | 213.40     | 30         | Não avançaram | Não avançaram |
| 31                | Džeja Patrika        | Letônia        | 213.35     | 31         | Não avançaram | Não avançaram |
| 32                | Madeline Coquoz      | Suíça          | 206.35     | 32         | Não avançaram | Não avançaram |
| 33                | Clare Cryan          | Irlanda        | 203.60     | 33         | Não avançaram | Não avançaram |
| 34                | Bailey Heydra        | África do Sul  | 200.45     | 34         | Não avançaram | Não avançaram |
| 35                | Luana Lira           | Brasil         | 198.20     | 35         | Não avançaram | Não avançaram |
| 36                | Natalia Mayorga      | México         | 195.55     | 36         | Não avançaram | Não avançaram |
| 37                | Estilla Mosena       | Hungria        | 194.15     | 37         | Não avançaram | Não avançaram |
| 38                | Helle Tuxen          | Noruega        | 189.55     | 38         | Não avançaram | Não avançaram |
| 39                | Cho Eun-bi           | Coreia do Sul  | 187.75     | 39         | Não avançaram | Não avançaram |
| 40                | Emma Veisz           | Hungria        | 187.50     | 40         | Não avançaram | Não avançaram |
| 41                | Maggie Squire        | Nova Zelândia  | 185.50     | 41         | Não avançaram | Não avançaram |
| 42                | Zalika Methula       | África do Sul  | 184.20     | 42         | Não avançaram | Não avançaram |
| 43                | Ana Ricci            | Peru           | 178.05     | 43         | Não avançaram | Não avançaram |
| 44                | Caroline Kupka       | Noruega        | 161.80     | 44         | Não avançaram | Não avançaram |
| 45                | Lai Yu-yen           | Taipé Chinesa  | 145.70     | 45         | Não avançaram | Não avançaram |
| –                 | Alisa Zakaryan       | Armênia        | Retirado   | Retirado   | Retirado      | Retirado      |